# 10 let na cestě
10 let na cestě (2005) je páté album Trabandu. Jde o záznam koncertu z Paláce Akropolis v Praze z 23. června 2005. Album vyšlo v rozšířené verzi také na DVD, jde o první vydaný záznam koncertu a první DVD kapely. Zaznamenaný koncert byl oslavou deseti let od vzniku Trabandu, na pódiu se vystřídalo značné množství hostů, např. Václav Koubek, Vladimír Javorský, Přemysl Haas, skupina Naholou 25 a bývalí členové Trabandu Michal Kliner a Petr Vizina. CD obsahuje 19 skladeb včetně Koubkovy Hospody a klip k písni Lano, co k nebi nás poutá, DVD obsahuje 31 skladeb a bonusy (dva videoklipy k písním Černej psažér a Lano, co k nebi nás poutá, dokumenty České televize a fotogalerii). Značná část alba je věnována novým úpravám písní z počátků skupiny (úprava do tzv. dechno stylu, která je ve většině případů – s výjimkou písní Markéto! a Nezdárný syn – velmi mladá), tj. písním z dnes již nesehnatelného alba O čem mluví muži. Z tohoto období je také nikdy nevydaná píseň V čekárně u doktora. Ještě starší jsou ale písně z repertoáru Otcových dětí Stáda, Nezdárný syn a Jak to všechno pěkně roste (poslední dvě jsou i na desce O čem mluví muži). Zároveň s albem vyšla i kniha Kontraband, v níž 8 výtvarníků ztvárnilo písničky skupiny v komiksové podobě. Skupina tak uzavřela jednu etapu své historie a na konci roku 2005 vyhlásila roční pauzu, po které se vrátila v menší sestavě s novým zvukem a stylem (album Přítel člověka).
V aranžmá písně Jak to všechno pěkně roste Traband cituje píseň Kde domov můj, text písně V čekárně u doktora je ovlivněn „proletpunkovou poemou ze života učňovské mládeže“ Školníkův byt skupiny Clysma 20 litrů (autor: Jan Hýsek).

## Seznam písní
- CD

1. Markéto!
2. Přijíždí posel
3. Leží dáma na kolejích
4. Jak to všechno pěkně roste
5. Orel & panna
6. Sáro!
7. V čekárně u doktora
8. Na druhý břeh
9. Katarína!
10. Černej pasažér
11. Tlustý muž v zrcadle (Jana Modráčková / Franz Werfel; zpívá Vladimír Javorský)
12. Nemám rád trpaslíky
13. Hospoda (autor i interpret Václav Koubek)
14. Viděl jsem člověka
15. Žižkovská romance
16. Nezdárný syn
17. Krysy
18. Historka z podsvětí
19. Panenka Bárbí & Málborou men

- DVD

1. Klezmer-funébr marš (úvodní pochod)
2. V Babylůně
3. Markéto!
4. Přijíždí posel
5. Leží dáma na kolejích
6. Jak to všechno pěkně roste
7. Orel & panna
8. Sáro!
9. V čekárně u doktora
10. Na druhý břeh
11. Katarína!
12. Černej pasažér
13. Tlustý muž v zrcadle (Jana Modráčková / Franz Werfel; zpívá Vladimír Javorský)
14. Ve zlatém kočáře
15. Marie!
16. Nemám rád trpaslíky
17. Hospoda (autor i interpret Václav Koubek)
18. Milá (autor i interpret Václav Koubek)
19. Viděl jsem člověka
20. O malém rytíři
21. Žižkovská romance
22. Panenka Bárbí a Málborou men
23. Nezdárný syn
24. Stáda
25. Vraťte mi mou hlavu
26. Krysy
27. Mraky
28. Lano, co k nebi nás poutá
29. Když si báječnou ženskou vezme idiot
30. Historka z podsvětí
31. Krasojezdkyně!